# Frances McDormand
Frances Louise McDormand (n. 23 iunie 1957, Gibson City⁠(d), Illinois, SUA) este o actriță americană de teatru, film și televiziune, laureată a 4 premii Oscar (în 1997, în 2018 și 2 premii în 2021).

## Filmografie (selecție)
- 1984: Blood Simple
- S-a furat Arizona (1987)
- 1988: Mississippi Burning
- 1989: Chattahootchie
- 1990: Darkman
- Război în sânul mafiei (1990)
- 1991: The Butcher’s Wife
- 1993: Short Cuts
- 1995: Rangoon
- 1995: Palookaville
- 1996: Fargo
- 1996: Primal Fear
- 1996: Lone Star
- 1996: Hidden in America
- 1997: Paradise Road
- 1998: Talk of Angels
- 2000: Wonder Boys
- 2000: Almost Famous'
- 2001: The Man Who Wasn’t There
- 2002: Laurel Canyon
- 2002: City by the Sea
- 2003: Something’s Gotta Give
- 2005: Æon Flux
- 2005: North Country
- 2006: Friends with Money
- 2008: Burn After Reading
- 2017: Trei panouri publicitare lângă Ebbing, Missouri
- 2020: Nomadland